# Jean-Baptiste Réveillon
Pour les articles homonymes, voir Réveillon.
Jean-Baptiste Réveillon, né le 11 octobre 1725 à Paris et mort le 18 septembre 1811 dans la même ville, est le propriétaire de la Manufacture royale de papiers peints à la Folie Titon au faubourg Saint-Antoine. Il est au centre de l’« affaire Réveillon », émeute précurseure de la Révolution française.

## Biographie

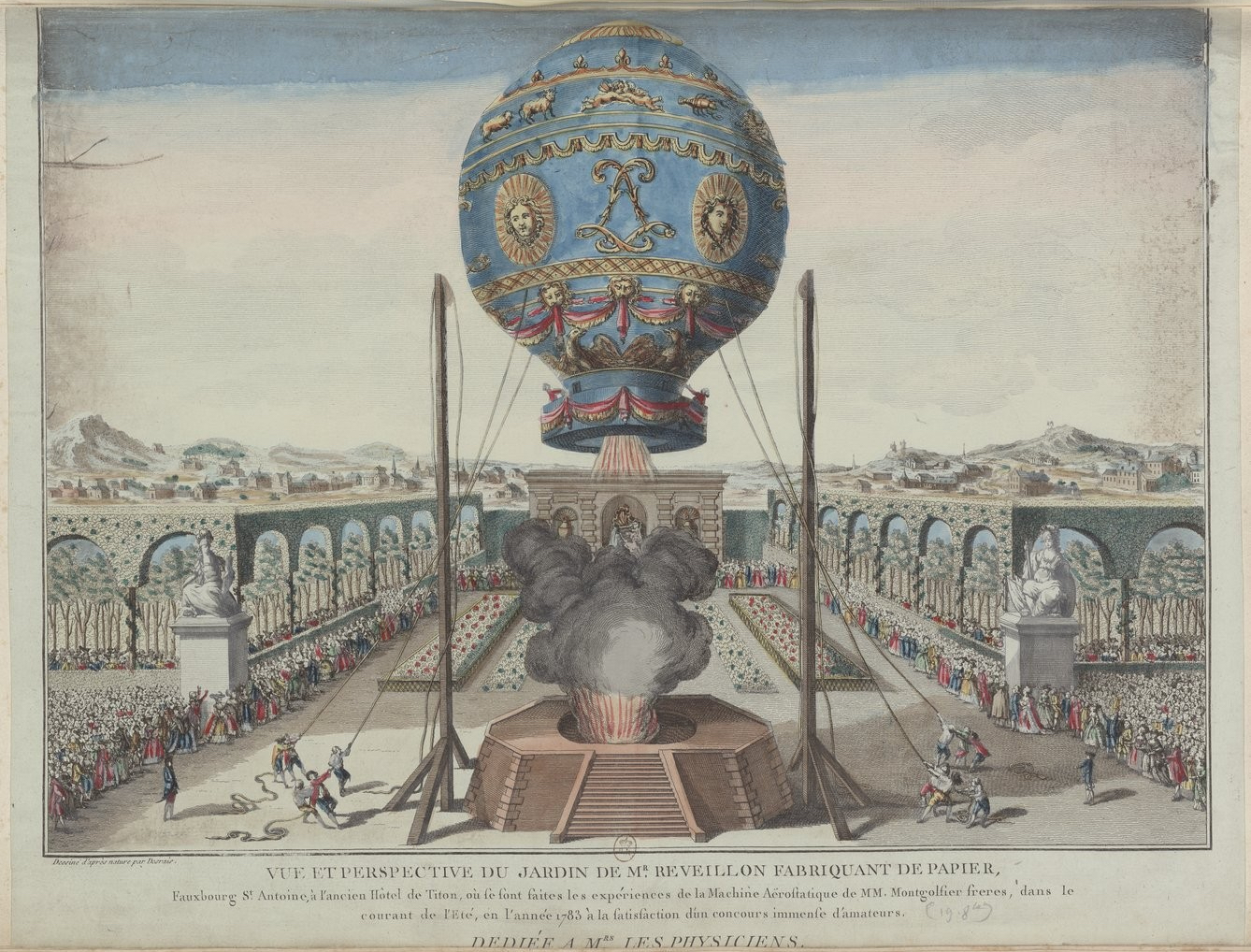
Ascension captive de la première montgolfière habitée dans les jardins de la papèterie Réveillon, le 19 octobre 1783.

En tant que propriétaire de la Manufacture royale de papiers peints, Réveillon fournit une assistance importante aux frères Montgolfier dans la réalisation de leurs premiers aérostats. Il leur fournit le papier qui enveloppe le ballon qui est assemblé dans les jardins de la manufacture. La première montgolfière habitée est appelée Le Réveillon en son honneur. Ce premier vol, effectué par son adjoint Giroud de Villette et le physicien Pilâtre de Rozier, a lieu le 19 octobre 1783.

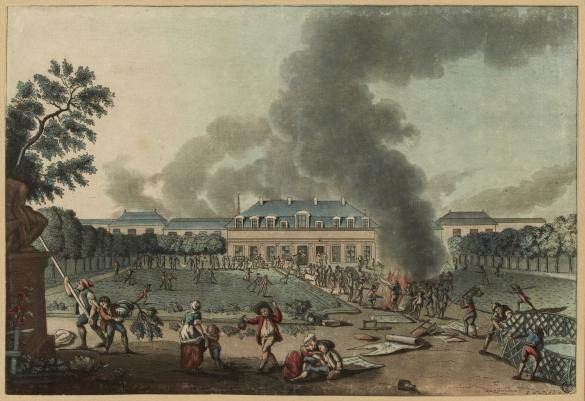
Émeutes du 28 avril 1789 à la Folie Titon.

Le 23 avril 1789, il propose, à la suite d’un hiver particulièrement rigoureux, de déréglementer la distribution du pain pour entraîner une baisse des prix, qui permettrait en retour de moindres coûts salariaux qui se traduiraient par des prix de fabrication plus bas qui stimuleraient rapidement la consommation[réf. souhaitée]. Cette proposition fut comprise par la population parisienne déjà en colère comme une proposition de baisse des salaires des ouvriers à 15 sous par jour, qui déclenche une révolte à la Folie Titon, pillée le 28 avril dans le faubourg Saint-Antoine, et qui finira dans le sang, avec des affrontements dans la rue entre les ouvriers de sa manufacture, de la manufacture de Saint-Gobain et la population, contre les troupes royales. Son effigie est portée jusqu’en place de Grève et pendue.
Cette émeute illustre le climat qui règne à Paris à la veille de la réunion des états généraux de 1789. Quelques mois plus tard, le 14 juillet, ces mêmes ouvriers participent à la prise de la Bastille, à la porte du bourg de Paris, du côté de ce faubourg.
À la Révolution, il émigre en Angleterre avec sa fortune intacte. Après la Révolution, il louera sa fabrique à Jacquemart & Bérnard (en), qui continueront à produire des papiers peints jusqu’en 1840.
Il est inhumé au cimetière du Père-Lachaise (9e division), à Paris.

## Dans la littérature
« Mademoiselle Leseigneur vint elle-même ouvrir la porte. [...] La partie honorable, qui servait à la fois d'antichambre et de salle à manger, était tendue d'un vieux papier de couleur aurore, à bordure veloutée, sans doute fabriqué par Réveillon, et dont les trous ou les taches avaient été soigneusement dissimulés sous des pains à cacheter. », in: Honoré de Balzac, La Bourse (édition de La Pléiade, tome 1, 1969, pp. 335-336).
Jean-Baptiste Réveillon est un personnage secondaire dans le roman de Jean Diwo, Les Dames du Faubourg, Gallimard, 1987, tome I  (ISBN 978-2020386654). Jean Diwo évoque notamment l'épisode sur le vol des aérostats des frères Montgolfier mais aussi l'émeute de l'affaire Réveillon.